# دنیل دومیتسریو
دنیل دومیتسریو (انگلیسی: Daniel Dumitrescu؛ زادهٔ ۲۳ september ۱۹۶۸ (۵۶ سال)) ورزشکار بوکس اهل رومانی است.
وی در مسابقات کشوری و بین‌المللی در مجموع برندهٔ ۲ مدال نقره شده‌است.